# Aglyf
Aglyp (Latijn: geen tand) is een term gebruikt in de biologie om het gebitstype van een slang aan te geven. Aglyp houdt in dat een slang geen gespecialiseerde giftanden heeft. De meeste soorten slangen zijn aglyf en hebben geen giftanden, gifklieren of groeven waar gif doorheen stroomt.